# Toxorhina (Ceratocheilus) gilesi
Toxorhina (Ceratocheilus) gilesi is een tweevleugelige uit de familie steltmuggen (Limoniidae). De soort komt voor in het Afrotropisch gebied.